# Hagenia abyssinica
Genre
Espèce
Classification APG II (2003)
Hagenia abyssinica est une espèce de plantes à fleurs de la famille des Rosaceae. C'est un arbre pouvant dépasser 20 m de haut. C'est la seule espèce actuellement décrite du genre Hagenia. Elle est aussi connue sous le nom de "kousso" ou "cousso".
Cette espèce toxique est originaire d'Afrique : Érythrée, Éthiopie, Soudan, Kenya, Tanzanie, Ouganda, Burundi, République centrafricaine, Rwanda, République démocratique du Congo, Malawi et Zambie.
On extrait de ses fleurs femelles (cet arbre est dioïque) la cosine ou coussine, qui est un vermifuge, ainsi que la cosotoxine et la protocosine.

## Synonymes
- Brayera anthelmintica Kunth (1824)
- Banksia abyssinica Bruce

### Hagenia
- (en) IPNI : Hagenia J.F.Gmel  (+sous taxons+liste espèces)
  - (en) IPNI : Brayera Kunth - synonyme de Hagenia
- (en) Catalogue of Life : Hagenia J. F. Gmel. (consulté le 11 décembre 2020)
- (en) NCBI : Hagenia (taxons inclus)
- (en) GRIN : genre Hagenia  J. F. Gmel. (+liste d'espèces contenant des synonymes)

### Hagenia abyssinica
- (en) IPNI : Hagenia abyssinica J.F.Gmel 
  - (en) IPNI : Brayera anthelmintica Kunth - synonyme de Hagenia abyssinica
- (en) Catalogue of Life : Hagenia abyssinica (Bruce) J. F. Gmel. (consulté le 17 décembre 2020)
- (en) NCBI : Hagenia abyssinica (taxons inclus)
- (en) GRIN : espèce Hagenia abyssinica  (Bruce) J. F. Gmel.
- (en) African plants - A Photo Guide : Hagenia abyssinica (en)